# Tinerețe

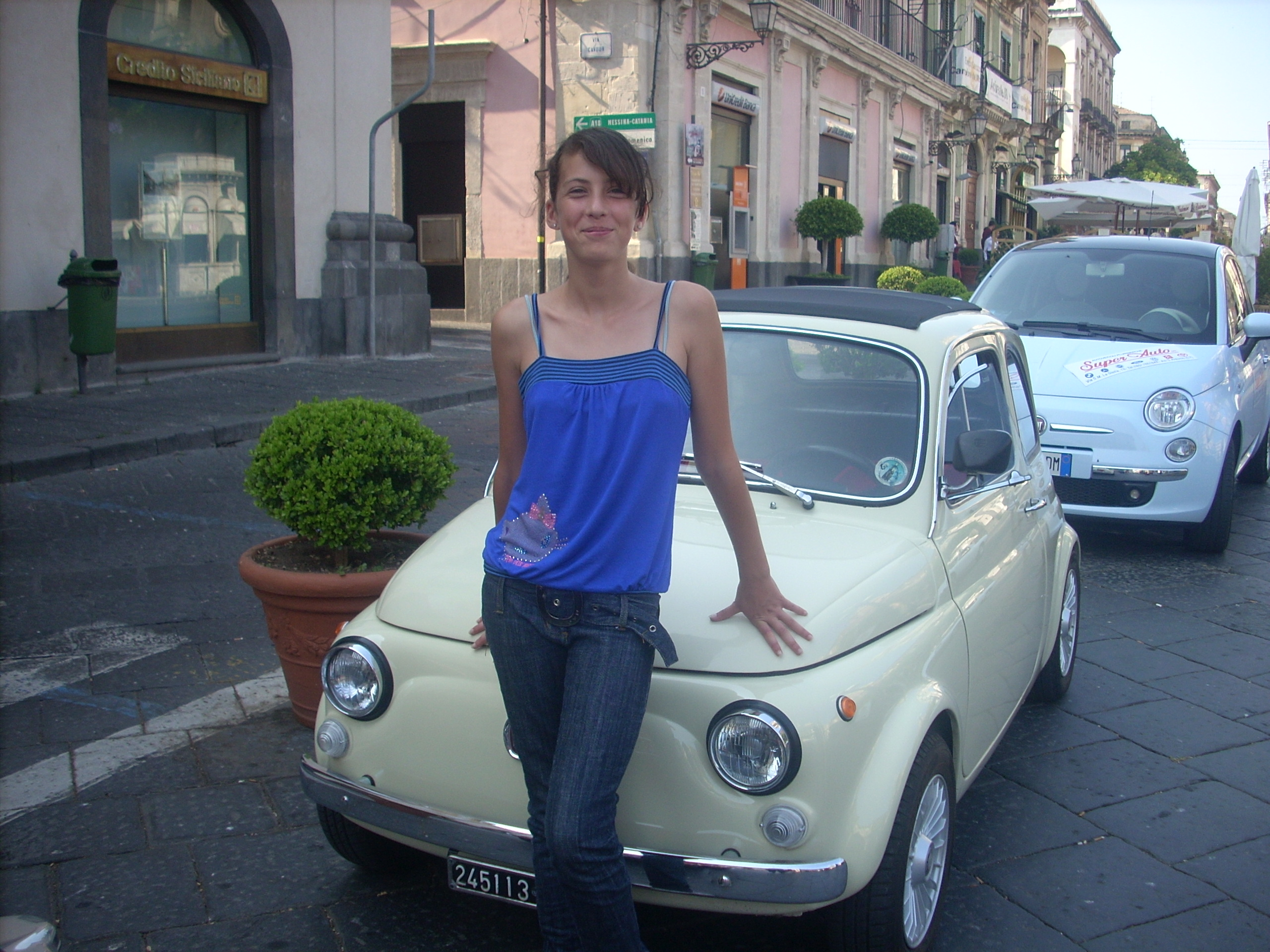
Tânără din Italia

Tinerețea este perioada din viața omului între copilărie și maturitate.
Stabilirea intervalului de vârstă este dificilă.
Astfel, ONU consideră tinerețea cuprinsă între 15 și 24 de ani și toate statistice forului mondial se bazează pe această definiție.

## Particularități fiziologice
- Se perfecționează calitativ toate sistemele organismului;
- apare conștientizarea individuală
- Organismul este mai rezistent la suprasolicitări, ale căror efecte se resimt mai târziu (la bătrânețe).

Tinerii reprezintă segmentul de populație cu cele mai puține probleme de sănătate, factorii care o determină fiind ereditatea, situația materială a familiei și stilul de viață.

## Particularități psihice
- procesele psihice și cognitive:
  - atenția este voluntară și stabilă;
  - memoria este preponderent logică;
  - imaginația se echilibrează între visare și acțiune.
- procesele afective:
  - echilibru între trăirile sufletești și actele logice;
  - apar sentimente superioare ca dragostea.
- se consolidează caracterul individului;
- pot apărea și trăsături negative ca: automulțumirea, blazarea, dorința de bravură, care uneori duc până la delincvență